# Chaetoleon tripunctatus
Chaetoleon tripunctatus is een insect uit de familie van de mierenleeuwen (Myrmeleontidae), die tot de orde netvleugeligen (Neuroptera) behoort. 
Chaetoleon tripunctatus is voor het eerst wetenschappelijk beschreven door Banks in 1922.